# Apalis flavida
Apalis flavida е вид птица от семейство Cisticolidae.

## Разпространение
Видът е разпространен в Ангола, Бенин, Ботсвана, Буркина Фасо, Бурунди, Камерун, Централноафриканската република, Чад, Демократична република Конго, Република Конго, Кот д'Ивоар, Етиопия, Габон, Гамбия, Гана, Гвинея, Гвинея-Бисау, Кения, Малави, Мали, Мозамбик, Намибия, Нигерия, Руанда, Сиера Леоне, Сомалия, Южна Африка, Южен Судан, Судан, Свазиленд, Танзания, Того, Уганда, Замбия и Зимбабве.